# Формиат неодима(III)
Формиат неодима(III) — химическое соединение,
соль неодима и муравьиной кислоты с формулой Nd(HCOO)3,
кристаллы,
не растворяется в воде.

## Получение
- Осаждение нитрата неодима в муравьиной кислотой:

{\displaystyle {\mathsf {Nd(NO_{3})_{3}+3HCOOH\ {\xrightarrow {}}\ 2Nd(HCOO)_{3}\downarrow +3HNO_{3}}}}

## Физические свойства
Формиат неодима(III) образует кристаллы.
Не растворяется в воде.

## Химические свойства
- Разлагается при нагревании:

{\displaystyle {\mathsf {2Nd(HCOO)_{3}\ {\xrightarrow {700-750^{o}C}}\ Nd_{2}O_{3}+3CO_{2}+3CO+3H_{2}O}}}